# Qrio

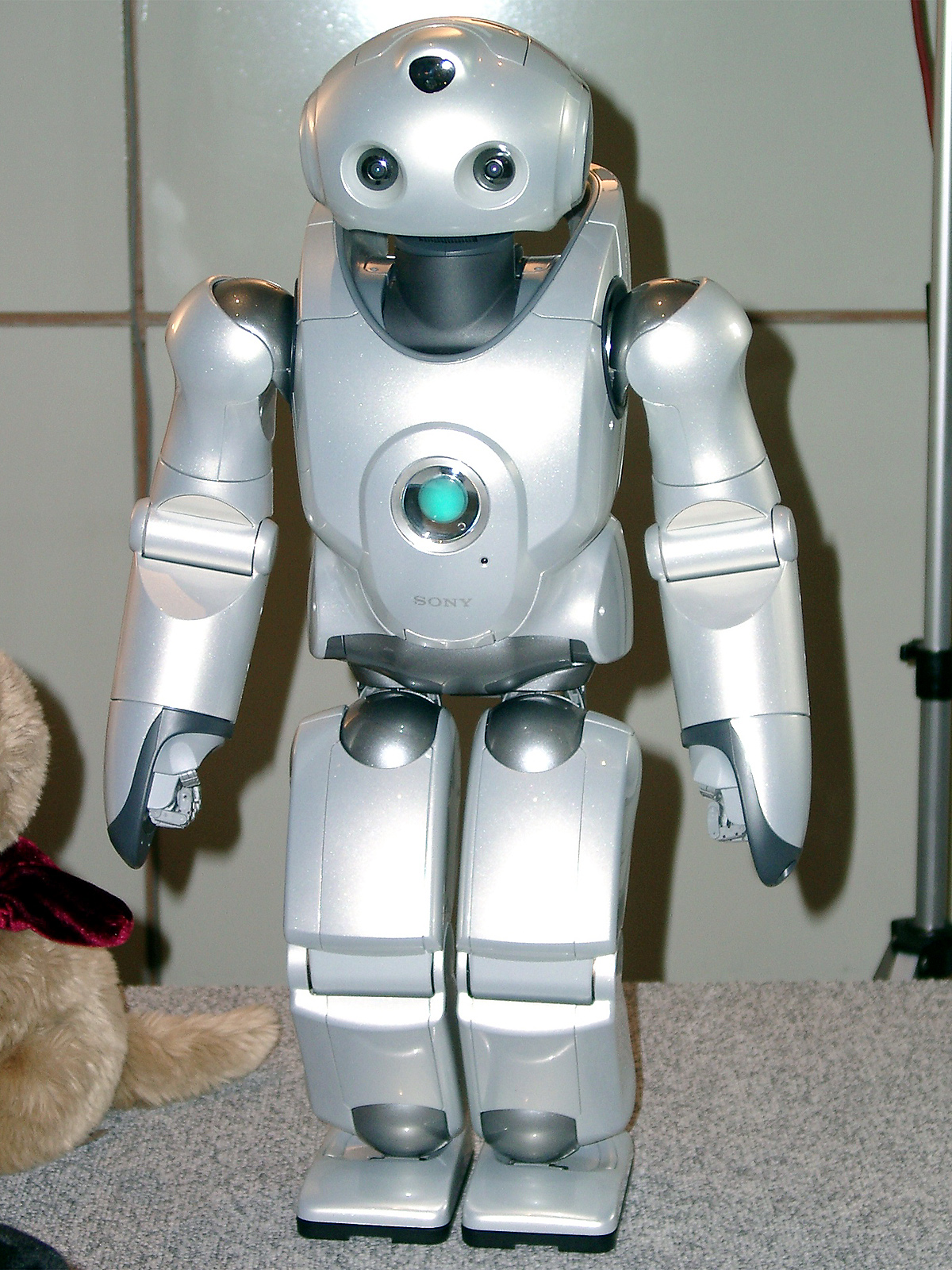
Robot Qrio

QRIO – humanoidalny robot firmy Sony, o wysokości 58,5 cm, masie 7,5 kg, wyposażony w stereoskopowe widzenie oraz szerokokątną kamerę, nazwaną okiem kameleona, dzięki czemu potrafi rozpoznać kilka twarzy naraz. Potrafi śpiewać, tańczyć, grać w golfa i dyrygować. Rozpoznaje kilkadziesiąt tysięcy słów, głos, pamięta rozmowy; wykonuje wiele złożonych ruchów po zrozumieniu poleceń głosowych. Ręce i dłonie, wyposażone w sześcioosiowe czujniki siły, pozwalają mu na podnoszenie i układanie klocków o objętości 15 cm3. Rozpoznaje kolor i wymiary klocków.
Ten android przez pewien czas był najszybszym robotem poruszającym się na dwóch nogach. Jako pierwszy robot potrafi oderwać obie nogi od podłoża co pozwala mu na bieganie (raczej trucht) i skakanie.
26 stycznia 2006 roku ogłoszono zaprzestanie dalszej pracy nad rozwojem robota QRIO.